# Sul punto di dimenticare
Sul punto di dimenticare (Pull - QLP 113) è il 3º album del cantante ed attore Gianni Meccia.
Il disco presenta 10 tracce, buona parte delle quali sono reinterpretazioni di brani di successo del cantautore.

## Tracce
° : Nuove composizioni
Lato A
- Intro vocale a cura di Giancarlo Guardabassi e Gianni Meccia
1. Sole non calare mai (Gianni Meccia)
2. Il pullover (Franco Migliacci-Gianni Meccia)
3. Quelli che si amano (Franco Migliacci-Wilson)
4. L'ultima lettera (Franco Migliacci-Gianni Meccia)
5. Un tubetto di dentifricio (Gianni Meccia) °

Lato B
1. Dimmi, dimmi chi è (Gianni Meccia) °
2. Il barattolo (Gianni Meccia)
3. Il pupazzo (Gianni Meccia)
4. Cose inutili! (Ugo Tognazzi-Gianni Meccia)
5. E sei così grande (Gianni Meccia-Bruno Zambrini-Gianni Meccia) °

## Singoli estratti
1. 45 giri (Pull  -  QSP 1014):

- Dimmi, dimmi chi è (Gianni Meccia) (lato a)
- Il barattolo (Gianni Meccia)  (lato b)